# Drink a Beer
Drink a Beer è un brano musicale inciso dal cantante country statunitense Luke Bryan e pubblicato come terzo singolo estratto dal suo album Crash My Party.

## Testo
La canzone racconta la storia di un personaggio che onora la perdita improvvisa di una persona a lui molto cara guardando il tramonto da un molo sorseggiando una birra, cosa che abitualmente facevano insieme.

## Successo
Il brano ha avuto un buon successo commerciale, raggiungendo la posizione numero 31 nella Hot 100 e la numero 1 nella classifica Country statunitense, scalzando Whatever She's Got di David Nail.